# Cancan (album)
Pour les articles homonymes, voir Cancan (homonymie).
Albums de Lio
Pop model
(1986) Des fleurs pour un caméléon
(1991)
Singles
1. Seules les filles pleurent
Sortie : 1988
2. Tu es formidable
Sortie : 1989

Cancan est le cinquième album studio de la chanteuse Lio sorti en 1988. 
Malgré le succès de Pop Model, encore frais dans les mémoires, et de bonnes critiques, l'album passera inaperçu. Le livret est orné d'un portrait de Lio par Hugo Pratt. Le titre de l'album est une allusion au french cancan.
Il a été réédité en 2005 chez ZE Records avec des titres bonus.

## Titres
| No  | Titre                                              | Paroles          | Musique                  | Durée |
| --- | -------------------------------------------------- | ---------------- | ------------------------ | ----- |
| 1.  | Seules les filles pleurent                         | Jacques Duvall   | Yann Le ker              | 3:20  |
| 2.  | Vivement que je sois une petite vieille            | Jacques Duvall   | Cacho Vasquez            | 3:58  |
| 3.  | L'amour c'est très surfait                         | Jacques Duvall   | Frank Eulry, Yann Le ker | 3:46  |
| 4.  | Tu es formidable                                   | Jacques Duvall   | Jay Alanski              | 3:10  |
| 5.  | Je suis sa chose                                   | Jacques Duvall   | Jay Alanski              | 3:28  |
| 6.  | C'est ça ma vie                                    | Guillaume Israël | Yann Le ker              | 3:06  |
| 7.  | Qu'est-ce que tu caches dans ta poche ? (bonus CD) | Jacques Duvall   | Yann Le ker              | 2:35  |
| 8.  | Cancan                                             | Jacques Duvall   | Yann Le ker              | 3:34  |
| 9.  | Allergique                                         | Jacques Duvall   | Vincent Palmer           | 3:09  |
| 10. | Malaise sur la falaise                             | Guillaume Israël | Yann Le ker              | 3:47  |
| 11. | Cobra                                              | Jacques Duvall   | Jay Alanski              | 4:04  |
| 12. | Jimmy                                              | Jacques Duvall   | Yann Le ker              | 3:04  |
| 13. | La fille au cœur d'or                              | Jacques Duvall   | Jay Alanski              | 2:49  |

| 1. | El Mayor (live)                                                      | 3:49 |
| 2. | Tu es formidable (Tony Mansfield Version & Remix)                    | 3:14 |
| 3. | Tu es formidable (Manu Guiot & Janick Top Remix)                     | 3:18 |
| 4. | La bamba (Long Version Club)                                         | 4:54 |
| 5. | La bamba (Single Version (bonus de la version numérique uniquement)) | 3:14 |